# Oberea insperans
Oberea insperans là một loài bọ cánh cứng trong họ Cerambycidae.